# هرقلیون
هرقلیون یک عارف گنوسی بود که احتمالاً در حدود ۱۷۵ میلادی در جنوب ایتالیا زندگی می‌کرده‌است. کلمنت اسکندرانی (Strom. Iv. 9) او را معتبرترین آموزگار مکتب والنتینوس معرفی می‌کند. اریجن می‌گوید او با شخص والنتین در تماس شخصی بوده‌است. ایرنایوس و ترتولیان چندان نامی از او نبرده‌اند. در منبع مشترک فیلاستر و متتون منتسب به ترتولیان (که احتمالاً یکی از رسالات اولیه هیپولیتوس است) در میان مقالاتی که در مورد بطلمیوس، سکوندوس، مرقس و کلارباسوس تنظیم کرده‌است از هرقلیون نیز نام می‌برد.